# フェドン・キジキス
フェドン・キジキス（ギリシャ語: Φαίδων Γκιζίκης, ラテン文字転写: Phaedon Gizikis, 1917年6月16日 - 1999年7月27日）は、ギリシャの政治家、軍人。大統領を務めた。

## 生涯
1917年6月16日にヴォロスで誕生し、軍人の道を歩んだ。1967年のクーデターではゲオルギオス・パパドプロスに従い、軍事政権の要職を歴任した。
1973年にディミトリオス・イオアニディス軍事治安警察（ESA）長官が中心となって起こしたクーデターでパパドプロスは失脚した。クーデターの首謀者によって大統領に任命されたが、実権は殆ど無く名目ばかりの大統領だった。
翌1974年7月15日にキプロスでニコス・サンプソン率いるギリシャ人民兵が決起した。マカリオス3世を大統領から追うが、トルコがトルコ系住民の保護を名目に北部キプロスへ出兵した。この決起には軍事政権が裏で支援していたため、これを切っ掛けにそれまで渋々ながら軍事政権に従っていた海軍と空軍が離反した。陸軍や秘密警察であるESAが孤立する中、キジキスは7月23日に軍首脳と有力政治家を一堂に集めて会議を開き民政移管を決定し、フランスへ亡命していたコンスタンディノス・カラマンリスを呼び戻し、首相に指名した。11月11日の総選挙と共和制移行（第三共和国）を正式に決定した12月8日の国民投票を見届け、12月18日に大統領職を文民のミハイル・スタシノプロスに委譲して引退した。ギリシャでは軍事政権から第三共和国への移行期をメタポリテフシと呼ぶが、キジキスはメタポリテフシの引き金を引いた人物と言える。
1999年7月27日にパパドプロスの死から丁度1ヶ月後に死去した。
| 公職                            | 公職                                        | 公職                                                   |
| ------------------------------- | ------------------------------------------- | ------------------------------------------------------ |
| 先代 ゲオルギオス・パパドプロス | ギリシャ共和国大統領 第2代：1973年 – 1974年 | 次代 ミハイル・スタシノプロス （第三共和政初代大統領） |